# Mirela Demireva
Mirela Krasimirova Demireva (en búlgaro: Мирела Красимирова Демирева, Sofía, 28 de septiembre de 1989) es una deportista búlgara que compite en atletismo, especialista en la prueba de salto de altura.
Participó en dos Juegos Olímpicos de Verano, en los años 2016 y 2020, obteniendo una medalla de plata en Río de Janeiro 2016, en su especialidad.
Ganó dos medallas de plata en el Campeonato Europeo de Atletismo, en los años 2016 y 2018.

## Palmarés internacional
| Juegos Olímpicos   | Juegos Olímpicos         | Juegos Olímpicos | Juegos Olímpicos |
| Año                | Lugar                    | Medalla          | Prueba           |
| ------------------ | ------------------------ | ---------------- | ---------------- |
| 2016               | Río de Janeiro (Brasil)  | Medalla de plata | Salto de altura  |
| Campeonato Europeo |                          |                  |                  |
| Año                | Lugar                    | Medalla          | Prueba           |
| 2016               | Ámsterdam (Países Bajos) | Medalla de plata | Salto de altura  |
| 2018               | Berlín (Alemania)        | Medalla de plata | Salto de altura  |